# Salix siuzevii
Salix siuzevii är en videväxtart som beskrevs av Karl Otto von Seemen. Salix siuzevii ingår i släktet viden, och familjen videväxter. Inga underarter finns listade i Catalogue of Life.